# Therrya pseudotsugae
Therrya pseudotsugae är en svampart som beskrevs av A. Funk 1980. Therrya pseudotsugae ingår i släktet Therrya och familjen Rhytismataceae.   Inga underarter finns listade i Catalogue of Life.